# Gnaphalium cheiranthifolium
Gnaphalium cheiranthifolium là một loài thực vật có hoa trong họ Cúc. Loài này được Bertero ex Lam. mô tả khoa học đầu tiên.